# Correia Dias
Manuel Belo Correia Dias (Ovar, 24 de Março de 1919) foi um jogador português de futebol.
Ele jogava como avançado, tendo jogado toda a sua carreira ao serviço do FC Porto. Na época de 1941-1942 ele foi o melhor marcador do campeonato, depois de obter 36 golos.